# Lucía Zárate

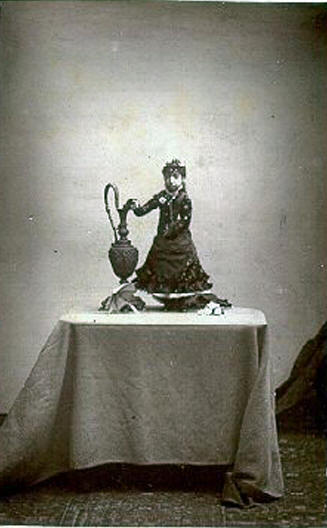
Fotografía de Lucía Zárate.

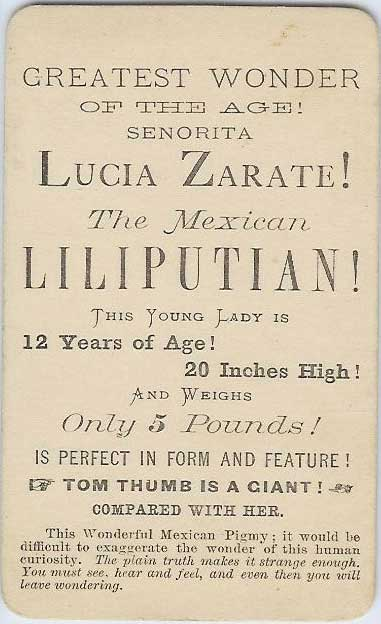
Cartel anunciando a Lucía Zárate.

Lucía Zárate (Úrsulo Galván, 1864 - Sierra Nevada, 28 de enero de 1890) Nació en San Carlos, hoy en el terreno que abarca el municipio de Úrsulo Galván, Veracruz, y radicó en el Agostadero, ahora Cempoala, Veracruz, México. Fue la primera persona identificada con enanismo primordial ostidisplástico microcefálico Tipo II (Majewski Osteodysplastic) y quedó registrada en el Guinness World Records como la "persona adulta más pequeña del mundo”, con una altura de 51 cm y un peso de 2,1 kg a la edad de 17 años. Según un artículo de 1894 en la revista Strand, Zárate alcanzó su pleno desarrollo a la edad de un año.
Desde septiembre de 2011, la hacienda conocida como “Casa Grande” donde vivió con su familia, ha sido abierta al público como museo histórico.

## Biografía
Al nacer midió 17 cm y el médico la consideró inviable, pero sobrevivió. Creció muy lentamente hasta que dejó de hacerlo en torno a los diez años. Su tipo de enanismo la caracteriza de cuerpo frágil y diminuto pero proporcionado, cara infantil, con ojos pequeños y nariz grande, al contrario que los enanismos más comunes, no alcanzan la pubertad y son estériles. Sus padres y tres hermanos eran de estatura normal. La familia era de clase media-alta.
A la edad de doce años, Zárate se mudó de su natal México a los Estados Unidos, para ser expuesta por su pequeña estatura en la Exposición del Centenario en Filadelfia. En una exposición médica, en ese mismo 1876, realizada por la Universidad de Oxford, durante una visita de Lucía Zárate, fue examinada por varios profesionales de la medicina, quienes no pudieron comprobar sin duda que tenía doce años, pues solo pudieron determinar a través de su desarrollo dental que tenía por lo menos seis. En ese momento, su altura se midió en 51 cm y su pantorrilla se midió en 100 mm de circunferencia, 25 mm más que el pulgar de un hombre adulto promedio. Ella estaba con sus padres en el momento, Fermín Zárate y Tomasa Licona de Zárate, y se comprobó que era sana e inteligente, capaz de hablar algo de inglés junto con su español nativo.
Ella trabajó por primera vez como parte de un acto de circo presentándola como la "Hermana de las hadas"; en 1880 fue contratada por P. T. Barnum que la asoció con el enano Francis Joseph Flynn (1864-1898, conocido bajo el nombre artístico de "General Mite"), un "minúsculo caballerito" de 60 cm que padecía el mismo tipo de enanismo, para exhibirse a nivel internacional. Aparecían escenificando escenas cotidianas en las que irrumpía Chang Woo-Gow, un chino de 2,35 metros de altura. Como era costumbre con sus estrellas, Barnum le encargaba los mejores vestidos y joyas. Ganaba tanto dinero, que sus padres se compraron dos ranchos en Veracruz.
En 1889 fue anunciada en The Washington Post como la "maravillosa enana mexicana" y se la describe como "un pequeño pero poderoso imán para atraer al público." Cuando el tren que transportaba su circo se quedó atrapado en la nieve en las montañas de la Sierra Nevada el 28 de enero de 1890, Zárate murió de hipotermia.